# Lagoa Funda (Terceira)
Lagoa Funda ist ein Kratersee auf der portugiesischen Azoren-Insel Terceira im Municipio von Angra do Heroísmo.
Er liegt in der vulkanischen Caldeira der Serra de Santa Bárbara auf etwa 900 m ü. NN. Umgeben ist der saisonal trocken fallende, flache See auf der Nordwestseite der maximal 2 bis 2,5 km Durchmesser messenden Caldera von teilweise endemischer makaronesischer Vegetation. Gespeist wird er durch hohe Niederschläge. 
Ebenfalls im Naturschutzgebiet der Reserva Florestal da Serra de Santa Bárbara e dos Misterios Negros befindet sich auf 1021 m der noch kleinere Lagoa Negra. Die Abdichtung des Seebodens beider Gewässer erfolgt durch organisches Material.